# Thaliarchos-Maler

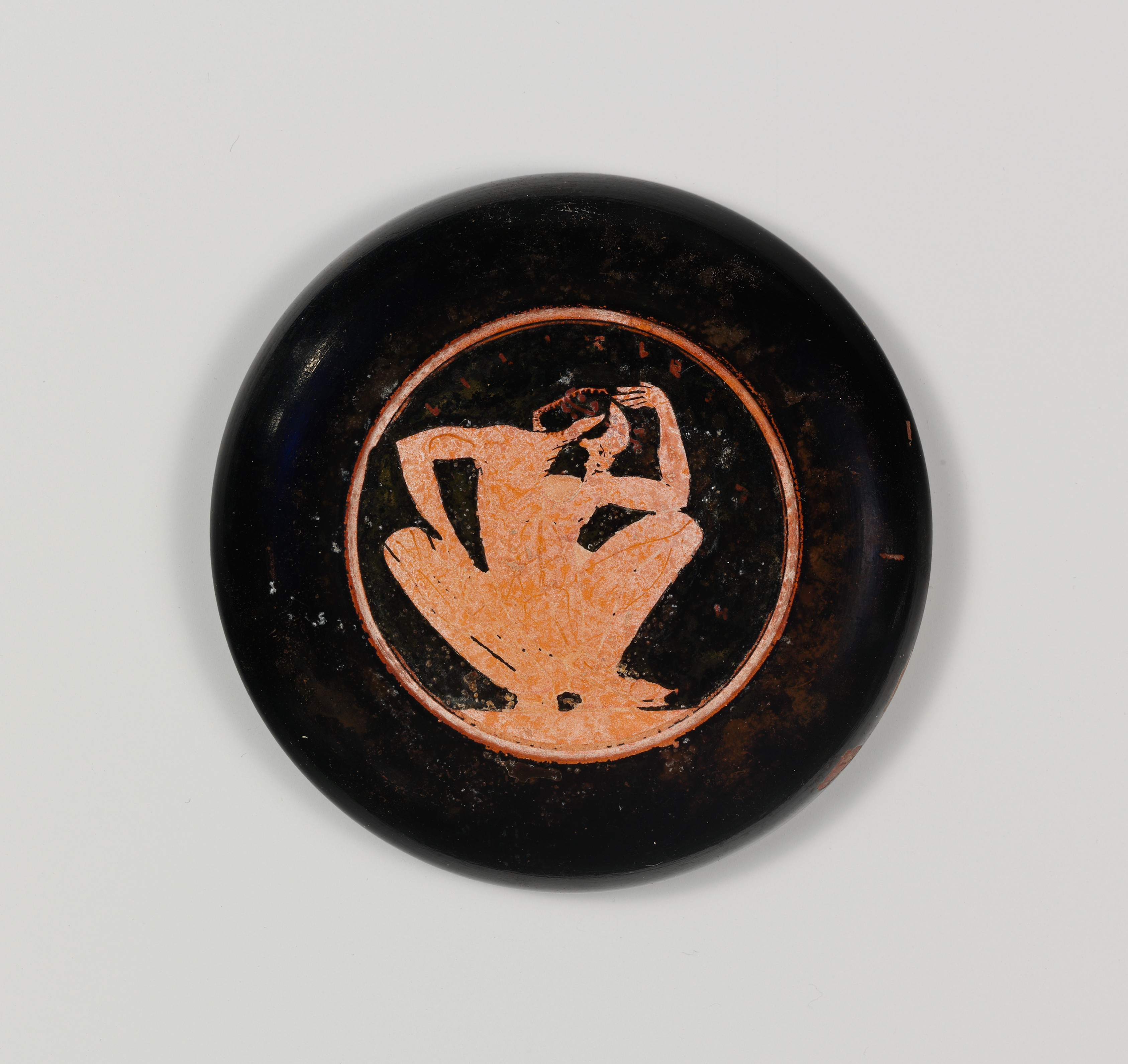
Satyr auf einem Pyxidendeckel, um 510 v. Chr.; Metropolitan Museum of Art

Der Thaliarchos-Maler war ein griechischer Vasenmaler, der Ende des 6. Jahrhunderts v. Chr. in Athen tätig war.
Der Thaliarchos-Maler gehörte zu den frühen rotfigurigen Schalenmalern, die in etwa zur selben Zeit wie die sogenannte „Pioniergruppe“ des rotfigurigen Stils aktiv war. Wie die anderen Schalenmaler testete auch der Thaliarchos-Maler die Möglichkeiten der neuen Technik aufgrund der vergleichsweise kleineren Arbeitsfläche der Schalen – das Innere sowie die beiden Außenseiten – nicht in derselben Tiefe aus, wie es die Vertreter der Pioniergruppe taten, dennoch trugen auch sie ihren Teil zum Erfolg des neuen Stils bei. Der Thaliarchos-Maler ist in erster Linie für seine Bemalung mehrerer Deckel von Pyxiden bekannt. Obwohl er schreiben konnte und auf seinen Werken Beischriften hinterlassen hat, ist sein Name nicht durch eine Signatur überliefert, weshalb John D. Beazley ihn mit einem Notnamen unterscheidbar gemacht hat.